# Tutti in viaggio verso Pandalandia
Tutti in viaggio verso Pandalandia (Jin Jin and the Panda Patrol) è una serie televisiva a cartoni animati. La proprietà della serie è passata alla Disney nel 2001, quando la Disney ha acquisito Fox Kids Worldwide, che include anche Saban Entertainment.

## Personaggi  e voci italiane
- Jin Jin - Patrizia Scianca
- Carioca - Riccardo Peroni
- Dottor Mania - Adolfo Fenoglio
- Dummo - Tony Fuochi
- Hopper - Pietro Ubaldi
- Benji - Marcella Silvestri
- Rudy - Diego Sabre